# Aibar/Oibar
Aibar/Oibar (spanisch Aibar, baskisch Oibar) ist ein Ort und eine Gemeinde (municipio) mit 762 Einwohnern (Stand: 2024) in der autonomen Gemeinschaft Navarra im Norden von Spanien.

## Lage und Klima
Aibar/Oibar liegt in ca. 530 m Höhe und ist ca. 35 km (Fahrtstrecke) in südöstlicher Richtung von der Regionalhauptstadt Pamplona entfernt. Im Süden fließt der Río Aragón. Das Klima ist gemäßigt bis warm; Regen (ca. 690 mm/Jahr) fällt übers Jahr verteilt.

## Bevölkerungsentwicklung
| Jahr      | 1970 | 1981 | 1991 | 2001 | 2011 | 2021 |
| Einwohner | 1175 | 917  | 965  | 931  | 887  | 782  |

## Sehenswürdigkeiten

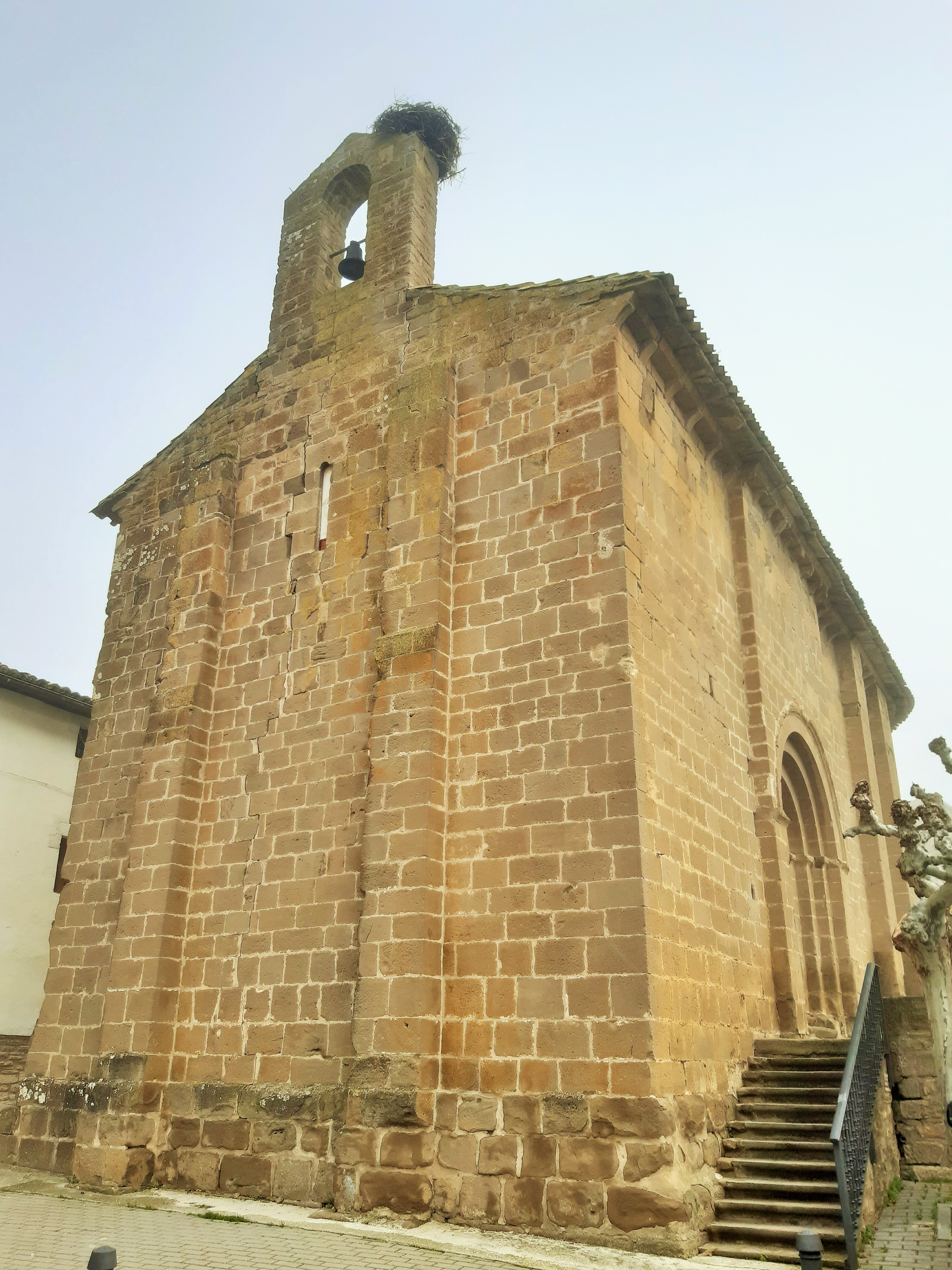
Marienbasilika
- Joachimsbasilika
- Peterskirche
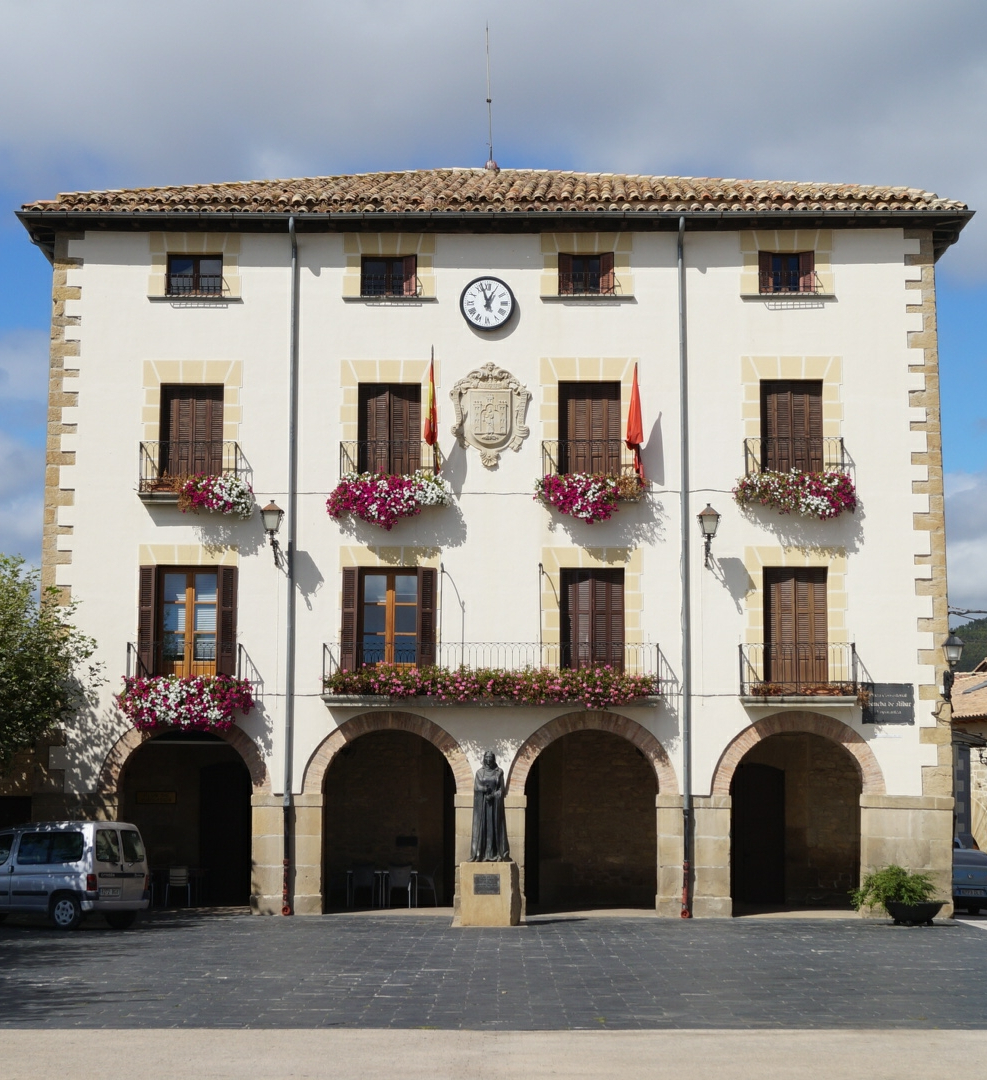
Rathaus

- Marienbasilika
- Rathaus